# 氧化铟
氧化铟是一种无机化合物，化学式为In2O3，是一种兩性氧化物，且为铟最稳定的氧化物。

## 制备
块状样品可通过铟（Ⅲ）的氢氧化物、硝酸盐、碳酸盐或硫酸盐的热分解来制备。氧化铟的薄膜可以通过在氩/氧气中铟靶的溅射沉积来制备。它们可被用作半导体的扩散阻挡层（“阻挡金属”），例如可抑制铝和硅之间的扩散。

## 化学性质
氧化铟在700℃分解为氧化亚铟（一氧化二铟），其于2000℃进一步分解。
淡黄色的氧化铟可溶于酸和碱，但棕红色的相对难溶。和氨在高温下反应，形成氮化铟。
In2O3 +2NH3 → 2InN + 3H2O
同样地，氧化铟也能被氢气还原，产生氧化亚铟或金属铟：
In2O3 + 3 H2 → 2 In + 3 H2O
In2O3 + 2 H2 → In2O + 2 H2O
氧化铟和Cs2O在600℃反应，可以得到无色吸湿性的偏铟酸铯（CsInO2）；K2O和铟可以形成分子式为K5InO4的化合物，其中有四面体结构的InO45−。
和一些三价金属氧化物反应，可以形成钙钛矿结构的化合物，例如：
In2O3 + Cr2O3 → 2 InCrO3

## 应用
氧化铟被使用在一些类型的电池，对可见光透明的薄膜红外线反射镜（热镜），一些光学涂层，有的抗静电涂料。二氧化锡的组合，氧化铟形式的氧化铟锡（也称为锡掺杂的氧化铟或ITO）用于透明导电涂层的材料。
在半导体中，氧化铟可以作为一种n型半导体，用于集成电路中的电阻器。
在组织学，氧化铟被用作一些染色剂配方的一部分。